# 체이스 윌리엄슨
체이스 윌리엄슨(Chase Williamson, 1988년 7월 7일 ~ )은 미국의 배우, 제작자이다.

## 출연 작품

### 영화
- 존은 끝에 가서 죽는다 (2012)
- 슈퍼히어로 스팍스 (2013)
- 더 게스트 (2014)
- Lace Crater (2015)
- 앤트맨 (2015)
- Beyond the Gates (2016)
- SiREN (2016)
- 카메라 옵스큐라 (2017)
- Bad Match (2017)
- Sequence Break (2017)
- Cabaret of the Dead (2017)